# إصلاح المنطق
إصلاح المنطق لابن السكيت يٌعتبر هذا الكتاب معجمًا لغويًّا من أقدم المعاجم التي تضبط اللغة بالصيغ، وهو أحد مصادر التراث اللغوي والذي يعالج ما طرأ على اللغة العربية من اللحن والخطأ، وجمع فيه الألفاظ المتفقة في الوزن الواحد مع اختلاف المعنى، أو المختلفة فيه مع اتفاق المعنى، وما يعل وما يصح، وما يهمز وما لا يهمز، وما إلى ذلك من فصول الضبط اللغوي، فيشرح الكلمة في العربية، مدعمًا الشرحَ بالقرآن والأحاديث النبوية والأشعار والأمثال العربية، ولهذا الكتاب جهدٌ كبير في تصحيح ما شاع من أخطاء لُغوية على الألسنة 

## المؤلف
يعقوب بن إسحاق بن السكيت كنيته أبو يوسف إمام في اللغة والأدب، أصله من خوزستان بين البصرة وفارس، ولد سنة (186هـ وتوفى سنة 244ه)، وتعلم ببغداد. ثم اتصل بالمتوكل العباسي، فعهد إليه بتأديب أولاده ثم قتله المتوكل